# Аянами (эсминец, 1929)
«Аянами» (яп. 綾波 Набегающие одна за другой волны) — одиннадцатый из двадцати четырёх эсминцев типа «Фубуки», построенных для Императорского флота Японии после Первой мировой войны. Первый корабль одноимённого подтипа. Они служили в качестве эсминцев первой линии в течение 1930-х годов и оставались грозными системами вооружения вплоть до войны на Тихом океане.

## Постройка
«Аянами» был заложен 20 января 1928 года на верфи «Фудзинагата» в Осаке. Изначально он получил обозначение «Эсминец № 45», но перед спуском на воду в 1929 году получил имя переделанного в минный тральщик эсминца типа «Камикадзе». В строй корабль вступил 30 апреля 1930 года.
«Аянами» стал первым эсминцем типа «Фубуки», получившим усовершенствованные орудийные установки 127-мм/50 Тип 3 с углом возвышений орудий до 75°.

## История службы
После ввода в строй «Аянами» был назначен в 19-й дивизион эсминцев Второго флота. Он участвовал во Японо-Китайской войне, во время которой прикрывал высадку десантов в Шанхае и Ханчжоу.

### Вторая Мировая война
«Аянами» участвовал в Малайской операции, во время которой сопровождал японские войсковые транспорты. 19 декабря 1941 года эсминец совместно с однотипными «Уранами» и «Югири» потопил голландскую подводную лодку O 20.
Весной 1942 года эсминец участвовал в японском вторжении на Суматру и на Андаманские острова.
В конце августа 1942 года «Аянами» был направлен для участия в битве за Гуадалканал. В октябре-ноябре эсминец стал частью нескольких «Токийских экспрессов».

#### Второй морской бой у Гуадалканала
Во время Второй битвы за Гуадалканал «Аянами» входил в состав отряда под командованием контр-адмирала Синтаро Хасимото. Он держал флаг на легком крейсере «Нагара». Около острова Саво японские силы заметили корабли Task Force 64 под командованием адмирала Уиллиса Ли. Японские корабли вступили в бой и торпедно-артиллерийским огнем уничтожили эсминцы «Уолк» и «Престон», тяжело повредили «Бенхэм» и вывели из строя «Гвин».
По японским кораблям открыл огонь линкор «Вашингтон». Он тяжело повредил «Аянами», на котором было убито 27 человек. Командир приказал оставить корабль. Позже он был добит торпедой с «Уранами».

## Обломки корабля
В 1992 году археолог Роберт Баллард обнаружил обломки «Аянами» на дне пролива Айрон-Боттом-Саунд. Они лежат на глубине около 700 м.